# Мінерагенія Землі
Мінераге́нія Землі́

## Родовища корисних копалин та їхня локалізація
Виділяють три серії родовищ корисних копалин:
- ендогенні, які сформувалася в надрах при високій температурі і тиску;
- екзогенні, що утворилися на поверхні планети при низьких температурах і тиску;
- метаморфогенні, що виникли в процесі геологічному перетворення гірських порід.

Родовища всіх трьох серій нерівномірно розподілені по основних тектонічних елементах земної кори. На платформах можуть бути виділені комплекси родовища дофанерозойського метаморфічного фундаменту, платформного чохла і зон тектонічної активізації. У фундаменті зосереджені метаморфогенні родовища руд заліза, марганцю, кольорових, рідкісних і благородних металів. У платформному чохлі знаходяться екзогенні родовища нафти, газу, вугілля, горючих сланців, торфу, руд заліза, марганцю і бокситів, різних нерудних корисних копалин і будівельних матеріалів. З зонами тектонічної активізації платформ, представлених молодими розломами древньої земної кори, пов'язані пояси ендогенних родовища кольорових, рідкісних і благородних металів, алмазів, а з екзогенними утвореннями в міжгірних западинах — родовища нафти і газу.
У рухливих поясах геосинклінально-складчастих систем виділяється рання група ендогенних родовища корисних копалин доорогенної стадії, пов'язана з базальтовим магматизмом і представлена рудами заліза, титану, хрому, ванадію і платиноїдів, а також пізня група орогенної стадії, асоційована з гранітним магматизмом, для якої характерні ендогенні родовища руд золота, срібла, міді, молібдену, олова, вольфраму, літію, танталу і ніобію. З міогеосинклінальними зонами складчастих областей пов'язані утворення родовища нафти і газу,  що концентруються в синкліноріях, ґрабен-синкліноріях і накладених ґрабенах.
У породах дна Світового океану поки не виявлено істотних ендогенних родовища корисних копалин. Однак встановлені великі скупчення екзогенних залізо-марганцевих конкрецій, в яких запаси руд заліза, марганцю, нікелю, кобальту і міді на декілька порядків вище світових запасів руд цих металів в родовища континентів. На рухомих околицях континентів знаходяться значні родовища нафти і природного газу. За деякими оцінками, близько половини запасів нафти і газу 3емлі знаходиться на шельфі і в більш глибоководних районах підводних околиць континентів. Піски пляжу і акумулятивного бенчу (підводного продовження пляжу), неущільнені осади шельфу, т. зв. чорні піски часто містять руди важких металів: залізо (магнетит), олово, титан, цирконій, золото. Необмежені запаси кам'яної солі, калійних солей, сульфатів натрію та інших сполук містяться у водах Світового океану.
Мінеральні ресурси осадового походження найбільш характерні для платформ, де вони зустрічаються в товщах осадового чохла, а також в передгірських і крайових прогинах.
Магматичні мінеральні ресурси приурочені до складчастих областей та місць виходу на поверхню кристалічного фундаменту древніх платформ. Це пояснюється наступним. Руди утворилися в основному з магми і виділяються з гарячих водних розчинів. Зазвичай підйом магми відбувається в період активних тектонічних рухів, тому рудні корисні копалини пов'язані зі складчастими областями. На платформних рівнинах вони приурочені до фундаменту, тому можуть зустрічатися в тих частинах платформи, де потужність осадового чохла невелика і фундамент підходить близько до поверхні або на щитах.
Осадове походження мають, насамперед, паливні ресурси. Вони утворилися із залишків рослин і тварин, які могли накопичитися лише в досить вологих і теплих умовах, сприятливих для рясного розвитку живих організмів. Це відбувалося в прибережних частинах мілководних морів і в озерно-болотних умовах суші. Із загальних запасів мінерального палива більше 60% припадає на вугілля, близько 12% - 15% на нафту і - на природний газ, інше - на горючі сланці, торф та інші види палива. Мінеральні паливні ресурси утворюють великі вугільні та нафтогазоносні басейни.
Вугільний басейн (вугленосний басейн) - велика площа (тисячі км2) суцільного або переривчастого розвитку вугленосних відкладень (вугленосної формації) з пластами (покладами) викопного вугілля. Вугільні басейни одного геологічного віку нерідко утворюють пояси вугленагромадження, що поширюються на тисячі кілометрів.
На земній кулі відомо понад 3,6 тис. вугільних басейнів, які в сукупності займають 15% території земної суші.
Більше 90% всіх вугільних ресурсів знаходяться в Північній півкулі - в Азії, Північній Америці, Європі. Вугіллям добре забезпечені Африка та Австралія. Найбідніший на вугілля материк - Південна Америка. Вугільні ресурси розвідані майже в 100 країнах світу. Велика частина як загальних, так і розвіданих запасів вугілля зосереджена в економічно розвинених країнах.
Найбільшими країнами світу за доведеними запасами вугілля є: США, Росія, Китай, Індія, Австралія, ПАР, Україна, Казахстан, Польща, Бразилія. Приблизно 80% загальних геологічних запасів вугілля припадає тільки на три країни - Росію, США, Китай.
Суттєве значення має якісний склад вугілля, зокрема, частка коксівного вугілля, що застосовуються в чорній металургії. Найбільш велика їх частка в родовищах Австралії, Німеччини, Росії, України, США, Індії та Китаю.
Нафтогазоносний басейн - площа безперервного або острівного поширення нафтових, газових або газоконденсатних родовищ, значна за розмірами або запасами корисної копалини.
Нафтогазоносних басейнів розвідано понад 600, 450. розробляються. Основні запаси розташовані в Північній півкулі, переважно в відкладах мезозою. Важливе місце належить так званим родовищам-гігантам із запасами понад 500 млн т і навіть понад 1 млрд т нафти і 1 трлн м3 газу в кожному. Таких родовищ нафти налічується 50 (більше половини - в країнах Близького і Середнього Сходу), газу - 20 (такі родовища найбільш характерні для країн СНД). Вони містять понад 70% всіх запасів.
Головна частина запасів нафти і газу сконцентрована у відносно невеликому числі найбільших басейнів. Найбільші нафтогазоносні басейни: Перської затоки, Маракайбський, Орінокський, Мексиканської затоки, Техаський, Іллінойський, Каліфорнійський, Західно-Канадський, Аляскинський, Північноморський, Волго-Уральський, Західно-Сибірський, Дацінський, Суматринський, Гвінейської затоки, Сахарський.
Більше половини розвіданих запасів нафти приурочено до морських родовищ, зоні континентального шельфу, узбережь морів. Великі скупчення нафти виявлені біля берегів Аляски, в Мексиканській затоці, в приморських районах північної частини Південної Америки (западина Маракайбо) в Північному морі (особливо в акваторії Британського і Норвезького секторів), а також в Баренцевому, Беринговому і Каспійському морях, у західних берегів Африки в Перській затоці, біля островів Південно-Східної Азії та в інших місцях.
Країни світу, що володіють найбільшими запасами нафти - це Саудівська Аравія, Росія, Ірак, Кувейт, ОАЕ, Іран, Венесуела, Мексика, Лівія, США. Великі запаси також виявлені в Катарі, Бахрейні, Еквадорі, Алжирі, Лівії, Нігерії, Габоні, Індонезії, Брунеї.
Забезпеченість розвіданими запасами нафти при сучасній видобутку становить по світу в цілому 45 років. В середньому по ОПЕК цей показник - 85 років; в США він ледь перевищує 10 років, у Росії - 20 років, в Саудівській Аравії він становить 90 років, у Кувейті і ОАЕ - близько 140 років.
Країни, лідируючі за запасами газу в світі - це Росія, Іран, Катар, Саудівська Аравія і ОАЕ. Великі запаси також виявлені в Туркменістані, Узбекистані, Казахстані, США, Канаді, Мексиці, Венесуелі, Алжирі, Лівії, Норвегії, Нідерландах, Великій Британії, Китаї, Брунеї, Індонезії.
Забезпеченість світової економіки природним газом при сучасному рівні його видобутку становить 71 рік.
Прикладом магматичних мінеральних ресурсів можуть служити руди металів. До металевих руд відносяться руди заліза, марганцю, хрому, алюмінію, свинцю і цинку, міді, олова, золота, платини, нікелю, вольфраму, молібдену та ін. Нерідко вони утворюють величезні по довжині рудні (металогенні) пояси - Альпійсько-Гімалайський, Тихоокеанський та ін. і служать сировинною базою гірничо-видобувної промисловості окремих країн.
Залізні руди служать основною сировиною для виробництва чорних металів. Вміст заліза в руді в середньому становить 40%. Залежно від процентного вмісту заліза руди підрозділяють на багаті і бідні. Багаті руди, з вмістом заліза вище 45%, використовуються без збагачення, а бідні проходять попереднє збагачення.
За розмірами геологічних ресурсів залізної руди перше місце займають країни СНД, друге - Зарубіжна Азія, третє і четверте ділять Африка і Південна Америка, п'яте - займає Північна Америка.
Ресурси залізних руд мають багато розвинених країн. За їх загальними і підтвердженими запасами виділяються Росія, Україна, Бразилія, Китай, Австралія. Великі запаси залізних руд в США, Канаді, Індії, Франції, Швеції. Великі родовища знаходяться також у Великій Британії, Норвегії, Люксембурзі, Венесуелі, ПАР, Алжирі, Ліберії, Габоні, Анголі, Мавританії, Казахстані, Азербайджані.
Забезпеченість світового господарства залізною рудою при сучасному рівні її видобутку становить 250 років.
У виробництві чорних металів велике значення мають легуючі метали (марганець, хром, нікель, кобальт, вольфрам, молібден), що застосовуються при виплавці сталі як спеціальні добавки для підвищення якості металу.
За запасами марганцевих руд виділяються ПАР, Австралія, Габон, Бразилія, Індія, Китай, Казахстан; нікелевих руд - Росія, Австралія, Нова Каледонія (острови в Меланезії, південно-західна частина Тихого океану), Куба, а також Канада, Індонезія, Філіппіни; хромітів - ПАР, Зімбабве; кобальту - ДР Конго, Замбія, Австралія, Філіппіни; вольфраму і молібдену - США, Канада, Південна Корея, Австралія.
Кольорові метали знаходять широке застосування в сучасних галузях індустрії. Руди кольорових металів, на відміну від чорних, мають дуже низький процентний вміст корисних елементів в руді (нерідко десяті і навіть соті частки відсотка).
Сировинну базу алюмінієвої промисловості становлять боксити, нефеліни, алуніти, сієніти. Головний вид сировини - боксити.
У світі виділяються кілька бокситоносних провінцій:
Середземномор'ї (Франція, Італія, Греція, Угорщина, Румунія та ін.);
узбережжі Гвінейської затоки (Гвінея, Гана, Сьєрра-Леоне, Камерун);
узбережжі Карибського моря (Ямайка, Гаїті, Домініканська Республіка, Гаяна, Суринам);
Австралія.
Запаси також є в країнах СНД і Китаї.
Країни світу, що володіють найбільшими загальними і підтвердженими запасами бокситів: Гвінея, Ямайка, Бразилія, Австралія, Росія. Забезпеченість світового господарства бокситами при сучасному рівні їх видобутку (80 млн т) становить 250 років. Обсяги сировини для отримання інших кольорових металів (мідних, поліметалічних, олов'яних та інших руд) більш обмежені в порівнянні з сировинною базою алюмінієвої промисловості.
Запаси мідних руд сконцентровані в основному в країнах Азії (Індія, Індонезія та ін.), Африки (Зімбабве, Замбія, ДРК) в Північній Америці (США, Канада) і в країнах СНД (Росія, Казахстан). Ресурси мідних руд є також у країнах Латинської Америки (Мексика, Панама, Перу, Чилі) Європи (Німеччина, Польща, Югославія), а також в Австралії та Океанії (Австралія, Папуа - Нова Гвінея). Лідирують за запасами мідних руд Чилі, США, Канада, ДР Конго, Замбія, Перу, Австралія, Казахстан, Китай.
Забезпеченість світового господарства розвіданими запасами мідних руд при нинішньому обсязі їх річного видобутку становить приблизно 56 років.
За запасами поліметалічних руд, що містять свинець, цинк, а також мідь, олово, стибій, бісмут, кадмій, золото, срібло, селен, телур, сірку, провідні позиції у світі займають країни Північної Америки (США, Канада) Латинської Америки (Мексика , Перу), а також Австралія. Ресурси поліметалічних руд мають країни Західної Європи (Ірландія, Німеччина), Азії (Китай, Японія) і країни СНД (Казахстан, Росія).
Родовища цинку є в 70 країнах світу, забезпеченість їх запасами з урахуванням зростання потреби в цьому металі становить понад 40 років. Найбільшими запасами володіють Австралія, Канада, США, Росія, Казахстан і Китай. На ці країни припадає понад 50% світових запасів цинкових руд.
Світові родовища олов'яних руд знаходяться в Південно-Східній Азії, в основному в Китаї, Індонезії, Малайзії та Таїланді. Інші великі родовища розташовані в Південній Америці (Болівія, Перу, Бразилія) і в Австралії.
Уранові руди становлять базу сучасної ядерної енергетики. Уран дуже широко поширений в земній корі. Потенційно його запаси оцінюються в 10 млн т. Однак економічно вигідно розробляти тільки ті родовища, руди яких містять не менше 0,1% урану, а собівартість видобутку не перевищує 80 доларів за 1 кг. Розвідані запаси такого урану в світі становлять 1,4 млн т. Вони розташовані в Австралії, Канаді, США, ПАР, Нігері, Бразилії, Намібії, а також у Росії, Казахстані та Узбекистані.
Алмази утворюються зазвичай на глибинах 100-200 км, де температура досягає 1100-1300 ° С а, тиск кілобар 35-50. Такі умови сприяють метаморфізації вуглецю в алмаз. Пробувши мільярди років на великих глибинах, алмази виносяться на поверхню кімберлітовою магмою під час вулканічних вибухів, утворюючи при цьому корінні родовища алмазів - кімберлітові трубки. Перша з таких трубок була виявлена на півдні Африки в провінції Кімберлі, на ім'я цієї провінції і стали називати трубки кімберлітовими, а породу, що містить дорогоцінні алмази - кимберлітом. На сьогодні знайдено тисячі кімберлітових трубок, але тільки кілька десятків з них є рентабельними.
В даний час алмази добувають з двох типів родовищ: корінних (кімберлітові і лампроїтові трубки) і вторинних - розсипи. Основна частина запасів алмазів, 68,8% - зосереджена в Африці, близько 20% - в Австралії, 11,1% - у Південній та Північній Америці; на частку Азії припадає лише 0,3%. Родовища алмазів відкриті в ПАР, Бразилії, Індії, Канаді, Австралії, Росії, Ботсвані, Анголі, Сьєрра-Лсо- ні, Намібії, Демократичній республіці Конго та ін. З видобутку алмазів лідирують Ботсвана, Росія, Канада, ПАР, Ангола, Намібія і ДР Конго.
Нерудні мінеральні ресурси - це, насамперед, мінеральне хімічна сировина (сірка, фосфорити, калійні солі), а також будівельні матеріали, вогнетривке сировину, графіт і т. д. Вони мають широке поширення, зустрічаючись як на платформах, гак і в складчастих областях.
Наприклад, в жарких посушливих умовах в мілководних морях і прибережних лагунах відбувалося накопичення солей.
Калійні солі використовуються як сировина для виробництва мінеральних добрив. Найбільші родовища калійних солей знаходяться в Канаді (Саскачеванський басейн), Росії (родовища Солікамськ і Березняки в Пермському краї) Білорусі (Старобінське), в Україні (Калуське, Стебникське), а також у Німеччині, Франції, США. За нинішнього річного видобутку калійних солей розвіданих запасів вистачить на 70 років.
Сірка використовується перш, за все, для отримання сірчаної кислоти, переважна частина якої витрачається на виробництво фосфатних добрив, отрутохімікатів, а також у целюлозно-паперовій промисловості. У сільському господарстві сірку використовують для боротьби зі шкідниками. Значні запаси самородної сірки мають США, Мексика, Польща, Франція, Німеччина, Іран, Японія, Україна, Туркменістан.

## Геологічні епохи
В геологічній історії  є три головні епохи формування родовища корисних копалин:
- архейська,
- протерозойська
- фанерозойська.

### Архей
У архейську епоху (3,8—2,6 млрд. р. тому) були утворені найдревніші ендогенні родовища руд хрому, міді, нікелю і золота, а також найдревніші метаморфогенні родовища залізистих кварцитів і метаморфогенні слюдяні і рідкіснометалічні пегматити. У пізньому археї за рахунок скупчення багатоклітинних водоростей почали формуватися поклади горючих сланців.

### Протерозой
У протерозойську епоху (2600—570 млн. р.) у зв'язку з базальтовим магматизмом виникли магматичні родовища руд хрому, заліза, титану, міді, нікелю і платини, а в зв'язку з гранітним магматизмом — поклади руд кольорових, рідкісних і благородних металів. Тоді ж були сформовані метаморфогенні родовища, представлені найбільшими покладами залізистих кварцитів типу Кривого Рогу і КМА, таконітів Канади, ітабіритів Бразилії, а також золото-уранових конгломератів типу Вітватерсранду ПАР. Переважна частина архейських і протерозойських родовища знаходиться серед кристалічних порід основ платформ.

### Фанерозой
У фанерозойську епоху (570 млн. р. — сучасна епоха), в період каледонського, герцинського і альпійського циклів геологічного розвитку, родовища корисних копалин формувалися при геосинклінальному і платформному режимах. З початку фанерозойської епохи з'явилися і розвивалися в зростаючих кількостях екзогенні промислові родовища горючих сланців, вугілля, нафти і газу,  солей, фосфоритів, сірки. Однак основні запаси нафти виявилися сконцентрованими в мезозойських відкладах і є мінімальними в палеозойських породах. Вугілля відоме у всіх геологічних системах (від девону до неогену включно), на всіх континентах і у великому спектрі тектонічних режимів формування.
Вугленосність девону зосереджена на островах Північного Льодовитого океану, карбону — в середніх широтах Америки і Євразії, пермі — в середніх і високих широтах Південної і Північної півкуль. Серед світових запасів 27 % складає вугілля пермської доби, 21—22 % — карбону і крейди, 15—17 % — юри і палеогену—неогену.
Утворення горючих сланців відбувалося на платформах, в пришельфовій зоні моря при тривалому стоянні берегової лінії, а з мезозою, крім того, у внутрішньоматерикових озерних басейнах. Торфові родовища з плейстоцену і голоцену концентруються в Північній півкулі, де утворюють широтний пояс торфонакопичення. В рухомих зонах геосинклінально-складчастих систем фанерозою виникли численні ендогенні родовища руд чорних, кольорових, рідкісних, благородних і радіоактивних металів, а також екзогенні родовища вугілля, бокситів, фосфоритів. В спокійно залягаючих шаруватих комплексах порід, що перекривають платформи, сформувалися екзогенні родовища нафти і газу,  вугілля, фосфоритів, нерудних будівельних матеріалів. У перехідних зонах передових прогинів, а також в платформних прогинах виникали сприятливі умови для утворення великих родовища солей, нафти і газу. У фанерозої вздовж великих розломів в кристалічних породах основи платформ і в їх шаруватому покривалі утворилися зони тектоно-магматичної активізації, яка супроводжувалася ланцюгами родовища алмазоносних кімберлітів, рідкіснометалічних карбонатитів, сульфідних мідно-нікелевих руд, руд кольорових металів і золота.